# Josef Stefan
Josef Stefan (en esloveno: Jožef Stefan; St. Peter, 24 de marzo de 1835 - Viena, 7 de enero de 1893) fue un físico, matemático y poeta esloveno-austríaco.
Sus contribuciones a la termodinámica, la mecánica estadística y la teoría de la radiación han tenido un impacto duradero en el desarrollo de la física moderna. Stefan fue uno de los científicos más influyentes del siglo XIX, aunque su trabajo sigue siendo menos reconocido que el de algunos de sus contemporáneos. Su logro más significativo es la ley de Stefan-Boltzmann, formulada en colaboración con el físico húngaro Ludwig Boltzmann, que describe la relación entre la temperatura de un objeto y la cantidad de radiación térmica que emite. Esta ley se ha convertido en fundamental en diversos campos, desde la astrofísica hasta la ciencia climática, y sigue desempeñando un papel crucial en la comprensión de la radiación de las estrellas y otros cuerpos celestes.
La educación temprana de Stefan en ingeniería y física sentó las bases para su trabajo innovador. Obtuvo su doctorado en la Universidad de Viena en 1861, después de lo cual ocupó puestos académicos en la Universidad de Viena y en la Universidad de Liubliana. Durante este tiempo, dio pasos significativos en la exploración de la naturaleza del calor, la energía y la radiación, temas centrales en la investigación científica del siglo XIX. Su investigación no solo se limitó al ámbito teórico, sino que también se extendió a aplicaciones prácticas, como la comprensión de las propiedades de los gases y los principios de la conducción del calor.
Uno de los logros clave de Stefan fue la formulación de la ley de Stefan-Boltzmann en 1879, que describe matemáticamente cómo la energía irradiada por un cuerpo negro (un objeto idealizado que absorbe toda la radiación incidente) es proporcional a la cuarta potencia de su temperatura. Esta ley proporcionó una base crucial para el desarrollo de teorías sobre la radiación de cuerpos negros, un área que más tarde influiría en el desarrollo de la mecánica cuántica.
Stefan también realizó importantes contribuciones a la comprensión de la ciencia atmosférica, especialmente en su trabajo sobre la conducción y la convección del calor. Su investigación sobre cómo se transfiere el calor a través de diversos medios ayudó a sentar las bases para futuros avances en la termodinámica y la meteorología. Su profundo entendimiento de los principios que rigen el intercambio de energía entre los cuerpos y su entorno se convirtió en una piedra angular de la física y la ingeniería modernas.
Aunque el nombre de Stefan a menudo queda a la sombra del de su colaborador, Ludwig Boltzmann, sus contribuciones fueron igualmente vitales para dar forma a la trayectoria del pensamiento científico en el siglo XIX. Su legado es de profunda influencia, y su trabajo sigue resonando en los campos de la física, la astronomía y la ingeniería en la actualidad.

## Semblanza
Stefan nació en St. Peter (en esloveno Sveti Peter) un distrito de Klagenfurt (esloveno Celovec) en el Imperio austrohúngaro, (ahora Austria), su padre fue Aleš (Aleksander) Stefan, nacido en 1805, y su madre, Marija Startinik, nacida en 1815. Sus padres, ambos de origen esloveno, se casaron cuando Jožef tenía once años de edad. Los Stefan eran una familia modesta. Su padre era un auxiliar en un molino y su madre trabajaba como mucama. El padre de Stefan falleció en 1872 mientras que su madre había fallecido diez años antes en 1863.
Asistió a la escuela primaria en Klagenfurt, donde mostró su talento. Los maestros recomendaron que prosiguiera estudios superiores, así en 1845 concurrió al Klagenfurt gymnasium (escuela secundaria). Le tocó vivir el año de 1848 con su revolución siendo un niño de trece años de edad, este hecho lo inspiró a simpatizar con la literatura de origen esloveno.
Se destacó en la escuela secundaria siendo el mejor alumno de su clase, y al concluir sus estudios consideró entrar en la orden de los Benedictinos pero pronto abandonó esta idea a causa de su gran interés por la física. En 1853 viajó a Viena para estudiar matemáticas y física. Su profesor de física en la escuela secundaria había sido Karel Robida, quien escribió el primer libro de enseñanza de física en lenguaje esloveno. Stefan se graduó en matemáticas y física en la Universidad de Viena en 1857. Durante sus años como estudiante, escribió y publicó una serie de poemas en lenguaje esloveno. Se dedicó a la enseñanza de física en la Universidad de Viena, fue director del Instituto de Física a partir de 1866, Vicepresidente de la Academia de Ciencias de Viena y miembro de varias instituciones científicas en Europa. 
Publicó unos 80 artículos científicos, principalmente en los Boletines de la Academia de Ciencias de Viena, y es conocido principalmente porque en 1879 descubrió la ley de potencias que establece que la radiación total de un cuerpo negro j* es proporcional a la cuarta potencia de su temperatura termodinámica T:
{\displaystyle j^{\star }=\sigma T^{4}}
En 1884 se descubre la derivación teórica de la ley a partir del trabajo desarrollado en el campo de la termodinámica por su estudiante Ludwig Boltzmann y por ello se la conoce como Ley de Stefan-Boltzmann. Esta ley es la única ley física de la naturaleza nombrada en honor a un físico esloveno. Hoy la ley es derivada a partir de la Ley de Planck para la radiación de un cuerpo negro:
{\displaystyle j^{\star }=\int _{0}^{\infty }\left({dj^{\star } \over d\lambda }\right)d\lambda }
y es válida solo para cuerpos negros ideales. Con su ley Stefan determinó la temperatura de la superficie del Sol y calculó un valor de 5430 K. Este fue el primer valor razonable para la temperatura del Sol.
Stefan realizó las primeras mediciones de la conductividad térmica de gases, realizó trabajos sobre evaporación, y entre otras cosas estudió difusión, y conducción del calor en fluidos. Por su tratado sobre óptica recibió el premio Richard Lieben de la Universidad de Viena. El flujo desde una gota o partícula que es inducido por la evaporación o sublimación en su superficie es llamado flujo de Stefan como homenaje a su trabajo pionero sobre el cálculo de las tasas de evaporación y difusión.
Son también muy importantes sus ecuaciones electromagnéticas, expresadas en notación vectorial, y trabajos en la teoría cinética del calor. Estuvo entre los primeros físicos del resto de Europa que comprendió la teoría electromagnética de Maxwell, y uno de los pocos fuera de Inglaterra que la expandió. Calculó la inductancia de una bobina de sección cuadrada, y corrigió un error de cálculo de Maxwell. También investigó un fenómeno llamado efecto pelicular, por el cual una corriente eléctrica de alta frecuencia es mayor en la superficie de un material conductor que en su interior.
En matemáticas los problemas de Stefan con condiciones de contorno móviles son ampliamente conocidos. El problema fue analizado por primera vez por Gabriel Lamé y Émile Clapeyron en 1831. Stefan resolvió el problema cuando estaba analizando cual es la velocidad con la que crece el espesor de una capa de hielo sobre el agua.
Stefan falleció en Viena el 7 de enero de 1893.

### Difusión de Maxwell-Stefan
La difusión de Maxwell-Stefan (o difusión de Stefan-Maxwell) es un modelo para describir la difusión en sistemas multicomponente. Las ecuaciones que describen estos procesos de transporte fueron desarrolladas de forma independiente y en paralelo por James Clerk Maxwell para gases diluidos y Josef Stefan para líquidos. La ecuación de Maxwell-Stefan es:
{\displaystyle a_{i}{\frac {\nabla \mu _{i}}{R\,T}}=\nabla \ln a_{i}=\sum _{j=1 \atop j\neq i}^{n}{{\frac {\chi _{j}}{{\mathfrak {D}}_{ij}}}({\vec {v}}_{j}-{\vec {v}}_{i})}=\sum _{j=1 \atop j\neq i}^{n}{{\frac {c_{j}}{c{\mathfrak {D}}_{ij}}}\left({\frac {{\vec {J}}_{j}}{c_{j}}}-{\frac {{\vec {J}}_{i}}{c_{i}}}\right)}}
- ∇: Nabla
- χ: Fracción molar
- μ: Potencial químico
- a: Actividad
- i, j: Índices para los componentes i y j
- n: número de  componentes
- {\displaystyle {\mathfrak {D}}_{ij}}: coeficiente de difusión Maxwell–Stefan
- {\displaystyle {\vec {v}}_{i}}: Velocidad de Difusión del componente i
- {\displaystyle c_{i}}: concentración molar del componente i
- c: concentración molar total
- {\displaystyle {\vec {J}}_{i}}: Flujo del componente i

La ecuación supone un estado estacionario, es decir, se desprecia las derivadas del tiempo en la velocidad.

## Problema de Stefan
El problema de  Stefan describe la evolución en el tiempo de una interfaz sólido-líquido durante un cambio de fase. La idea es poder predecir la posición de la interfaz así como la temperatura de las fases. El físico esloveno dio el primer ejemplo en su artículo “Sobre la formación de los glaciares, en particular los glaciares de los mares polares ”.
Desde entonces, los problemas matemáticos en los que los límites del dominio dependen de la solución se denominan problemas de Stefan.
Las investigaciones de Stefan en este ámbito se inspiraron sin duda en la multiplicación, en la segunda mitad del siglo XIX, de las exploraciones de los mares árticos: el dramático fracaso de la expedición de Franklin (1845); la desastrosa expedición del USS Jeannette (1879-1882) cuyo capitán, W. De Long, murió con parte de su tripulación mientras buscaba mares libres de hielo en el Polo; el éxito parcial de la expedición Nansen, tres años después; y finalmente el equipo de Roald Amundsen y el Fram hacia la Antártida.

## Publicaciones científicas

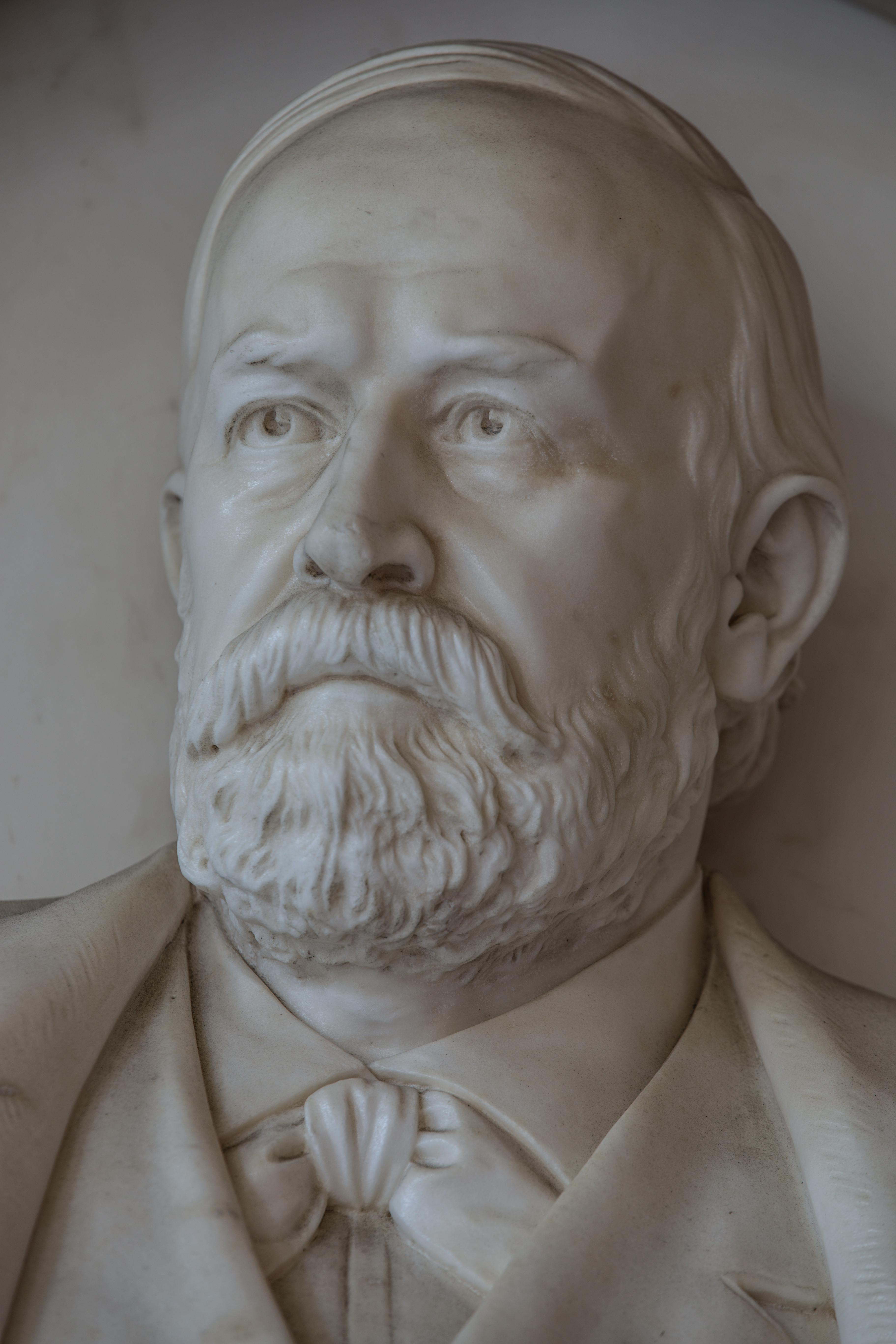
Busto de Josef Stefan en mármol en el Arkadenhof de la Universidad de Viena. Obra de Anton Schmidgruber (1837-1809)

- 1871: Über das Gleichgewicht und die Bewegung, insbesondere die Diffusion von Gasgemengen (Sobre el equilibrio y el movimiento, en particular la difusión de mezclas gaseosas) En: Informes de sesión (Sitzungsberichte) de la Kaiserlichen Akademie der Wissenschaften Wien, 2te Abteilung a, 1871, 63, pp. 63-124
- 1873: Versuche über die Verdampfung (Experimentos sobre la evaporación), En: Informes de sesión / Akademie der Wissenschaften in Wien (Academia de Ciencias de Viena), Clase Filosófico-Histórica, 68, pp. 385-423
- 1879: Über die Diffusion der Flüssigkeiten (Sobre la difusión de los líquidos), En: Informes de sesión (Sitzungsberichte) / Akademie der Wissenschaften in Wien (Academia de Ciencias de Viena), Clase Filosófico-Histórica, 78, pp. 957-975
- 1886: Über die Beziehung zwischen den Theorien der Capillarität und der Verdampfung (Sobre la relación entre las teorías de la capilaridad y la evaporación), En: Sitzungsberichte / Akademie der Wissenschaften in Wien, Clase Filosófico-Histórica (Philosophisch-Historische Klasse), 94, pp. 4-14.
- 1889: Über die Verdampfung und die Auflösung als Vorgänge der Diffusion (Sobre la evaporación y la disolución como procesos de difusión), En: Proceedings / Akademie der Wissenschaften in Wien (Academia de Ciencias de Viena), Clase Filosófico-Histórica, 98, pp. 1418-1442
- 1890: On the theory of ice formation (Memento del 30 de septiembre de 2007 en el Archivo de Internet), 1890, Monatshefte der Mathematik und Physik, Volumen 1, pp. 1-5

## Obra literaria

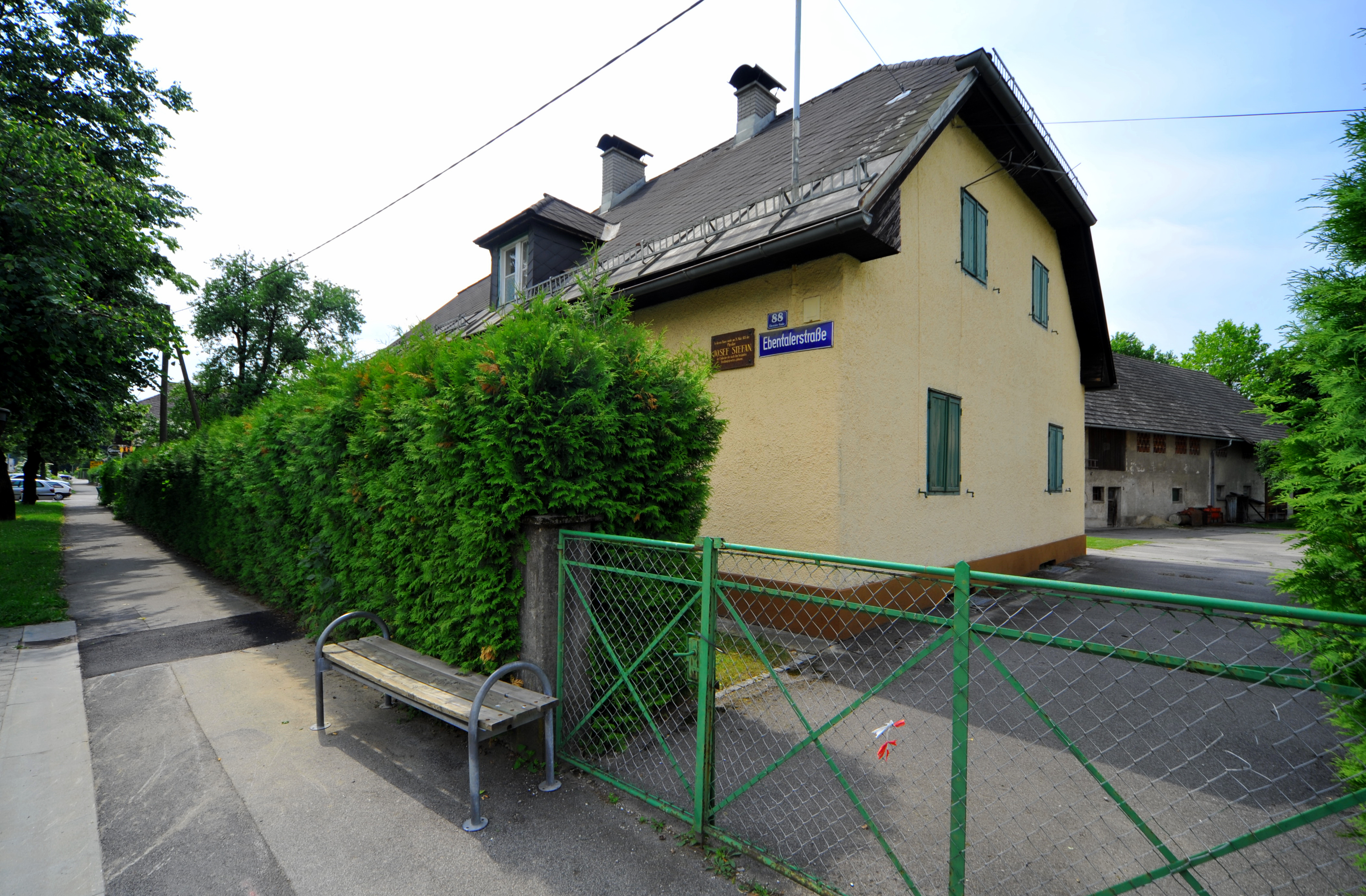
Casa natal de Josef Stefan en Klagenfurt.

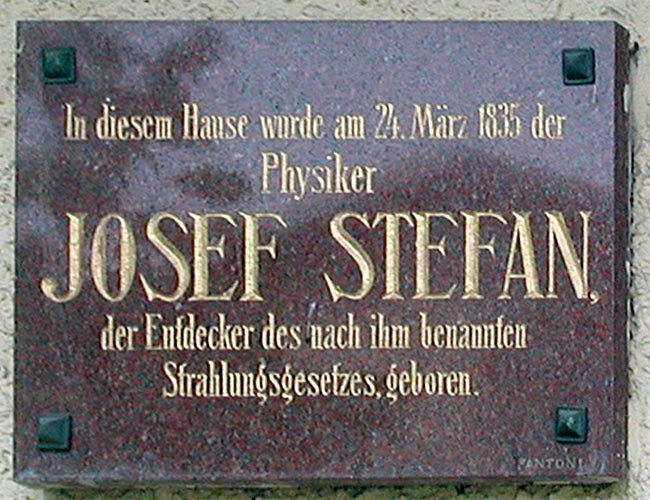
Placa conmemorativa de Josef Stefan en su lugar de nacimiento, Ebentalerstrasse 88 en Klagenfurt.

Durante el período revolucionario de signo nacionalista que sacudió el Imperio Austrohúngaro en 1848, Stefan comenzó a publicar sus poesías en lengua eslovena, que unas veces tocaban temas científicos, en ocasiones eran ferozmente patrióticas, y en ocasiones se volcaban sobre asuntos románticos.

| Nekaj bode zmeraj še ostalo,                                                             | Siempre habrá algo,                 |
| da ne bomo vedeli, zakaj?                                                                | que nosotros no sabremos, ¿por qué? |
| Jožef Stefan, Naturoznanske poskušnje (La ciencia de las pruebas de la Naturaleza), 1859 |                                     | 

## Eponimia
- El cráter lunar Stefan lleva este nombre en su memoria.[11]